# スカイコート博多ユースゲストハウス
スカイハートホテル博多（スカイハートホテルはかた）はスカイハートホテルグループが運営する福岡県のホテル。

## 概要
ユースゲストハウスとしての開設日は2000年2月1日。2008年12月31日付を以って日本ユースホステル協会との契約を終了した。ホテルとしては営業継続。2018年10月をもってホテルスカイコートから名称変更。

## アクセス
- 福岡市地下鉄空港線祇園駅下車、3番出口より徒歩3分。
- JR・地下鉄博多駅下車、博多口より徒歩9分。